# Furcifer monoceras
Furcifer monoceras är en ödleart som beskrevs av  Oskar Boettger 1913. Furcifer monoceras ingår i släktet Furcifer och familjen kameleonter. Inga underarter finns listade i Catalogue of Life.
Arten hittades på nordvästra Madagaskar. Kanske har den en större utbredning på ön. Honor lägger ägg.